# ローイエット・ユナイテッドFC
ローイエット・ユナイテッドFC（タイ語: สโมสรฟุตบอลร้อยเอ็ด ยูไนเต็ด, 英語: Roi Et United Football Club）は、タイのローイエット県をホームタウンとするサッカークラブ。

## 歴史
2011年からリージョナルリーグ・ディヴィジョン2（3部）の東北部リーグで3連覇している。2011年と2012年はチャンピオンシップでグループリーグ4位に終わり、タイ・ディヴィジョン1リーグ（2部）への昇格を逃した。2013年はチャンピオンシップのグループAで優勝し、ディヴィジョン1への初昇格を決めた。

## タイトル

### 国内タイトル
- リージョナルリーグ・ディヴィジョン2 東北部 (3) : 2011, 2012, 2013

## 過去の成績
- 2009 リージョナルリーグ・ディヴィジョン2 東北部 : 11位
- 2010 リージョナルリーグ・ディヴィジョン2 東北部 : 5位
- 2011 リージョナルリーグ・ディヴィジョン2 東北部 : 優勝
  - 2011 リージョナルリーグ・ディヴィジョン2 チャンピオンシップ グループB : 4位
- 2012 リージョナルリーグ・ディヴィジョン2 東北部 : 優勝
  - 2012 リージョナルリーグ・ディヴィジョン2 チャンピオンシップ グループA : 4位
- 2013 リージョナルリーグ・ディヴィジョン2 東北部 : 優勝
  - 2013 リージョナルリーグ・ディヴィジョン2 チャンピオンシップ グループA : 優勝 (昇格)